# N696 (België)
De N696 is een gewestweg in de Belgische provincie Luik. De weg verbindt de N617 in Amay met de N63/E46 in Fraineux. De route heeft een lengte van ongeveer 9 kilometer.

## Plaatsen langs de N696
- Amay
- Ombret
- Yernée-Fraineux
- Fraineux

## N696a
De N696a is een gewestweg in de Belgische provincie Luik. De weg verbindt de N90 met de N696 in Ombret. De lengte is 280 meter.
Aan de noordzijde van de N90 sluiten de oprit en de afrit direct aan op de N696. Aan de zuidzijde is dat niet het geval en moet men eerst een paar honderd meter door het dorp. Deze verbindingsweg is de N696a.